# Rüştü Reçber
Rüştü Reçber (Korkuteli, Antalya, 10 de maig, 1973) és un exfutbolista turc.

## Trajectòria
Descobert per l'entrenador Fatih Terim a l'Antalyaspor, l'any 1993 va estar a punt de signar pel Beşiktaş JK, però un accident de cotxe poc abans li impedí passar el reconeixement mèdic. El 1993-1994 fitxa pel Fenerbahçe SK. L'any 2002 realitzà una gran Copa del Món de futbol, en què la selecció turca quedà classificada en tercera posició.
El 2003, fitxà pel FC Barcelona, però no hi va poder triomfar, essent suplent de Víctor Valdés. Després de retornar cedit al Fenerbahçe, el 2007 fitxà pel Beşiktaş JK. A més del Mundial 2002, participà en les Eurocopes 1996, 2000 i 2008. Ha disputat més de 100 partits internacionals amb Turquia i ha estat inclòs a la llista FIFA 100 per Pelé com un dels 125 millors futbolistes vius.

## Palmarès
- 1996: Lliga turca amb el Fenerbahçe SK
- 1998: Copa Atatürk amb el Fenerbahçe SK
- 2001: Lliga turca amb el Fenerbahçe SK
- 2002: Copa del Món tercer amb la selecció turca
- 2003: Copa Confederacions tercer amb la selecció turca
- 2005: Lliga turca amb el Fenerbahçe SK
- 2007: Lliga turca amb el Fenerbahçe SK
- 2009: Copa turca amb el Besiktas JK